# Incline Village-Crystal Bay (Nevada)
Incline Village-Crystal Bay – miasto w hrabstwie Washoe (Nevada/USA), na północnym wybrzeżu jeziora Tahoe, nad zatoką Crystal Bay. W roku 2000 liczba mieszkańców wynosiła 9952 mieszk.
Incline Village-Crystal Bay jest znanym ośrodkiem turystycznym. Miasto posiada dobrze rozwiniętą i bogatą ofertę noclegową oraz ośrodki wypoczynku i rekreacji. Możliwość uprawiania sportów wodnych, sportów zimowych oraz golfa.
Kurort cenią sobie również Polacy, którzy chętnie tam przyjeżdżają, zwłaszcza w celach zarobkowych. 
W Incline Village mieści się Sierra Nevada College.

## Geografia
Incline Village-Crystal Bay leży na wysokości 1956 m n.p.m., w górach Sierra Nevada, w paśmie górskim Carson Range. 
Przez miasto przepływa mała rzeka - Third Creek.
Powierzchnia miasta - (130,6 km²), z czego 74,8 km² stanowi ląd, natomiast 55,8 km² — woda.